# Brownie McGhee
Pour les articles homonymes, voir McGhee.
Brownie McGhee (30 novembre 1915 à Knoxville, Tennessee - 16 février 1996 à Oakland, Californie) est un chanteur et guitariste de blues et de chants traditionnels. Doté d'une superbe voix, claire et puissante, il enregistra de nombreux titres avec Sonny Terry, et quelques-uns avec son frère Stick McGhee.

## Discographie
- Back home blues
- At The 2d Fret (enregistrement live de 1962) concert en collaboration avec Sonny Terry.
- Brownie's Blues
- I Couldn't Believe My Eyes
- The Folkways Years (1945 - 1959)
- The Complete Brownie McGhee (2 CD)
- Blues Is Truth
- Jump Little Children
- Last Graet Blues Hero
- Conversation with the river

## Filmographie
- 1957 : Un homme dans la foule (A Face in the Crowd), d'Elia Kazan (non crédité)
- 1973 : Le Blues entre les dents, de Robert Manthoulis
- 1979 : Un vrai schnock (The Jerk), de Carl Reiner
- 1987 : Angel Heart, d'Alan Parker
- 1988 : Sacrée Famille (Family Ties), de Gary David Goldberg (épisode The Blues Brother)